# Buslijn 616
Buslijn 616 Leuven – Bertem – Moorsel – Sterrebeek – Zaventem was een van de lijnen van het START-initiatief van De Lijn, die sinds 2007 Leuven en de Luchthavenregio verbinden. De lijn zorgde ook voor een vlottere verbinding naar de campus Arenberg van de KU Leuven dan de Leuvense buslijn 2, aangezien ze een meer rechtstreekse route volgde langs de ring en de Waversebaan. Het was de enige lijn die het Wetenschapspark bedient.
De lijn werd afgeschaft op 6 januari 2025.

## Pachter
De ritten worden verzorgd door STACA, een pachter in Kortenberg.

## Frequentie
Tot 2012 was er om de 30 minuten een rit in beide richtingen over het volledige traject van 4u30 tot 23u30. Sindsdien is dat teruggebracht tot 1 maal om de 60 minuten tussen 9 en 15u. Tijdens de spits worden er wel extra ritten ingelegd tussen het station van Leuven en het Wetenschapspark.

## Historie
De lijn bestond sinds 12 november 2007
De lijn werd afgeschaft op 6 januari 2025.

## Route
- Dynamische kaart op Openstreetmap met mogelijkheid tot inzoomen, omgeving bekijken en export als GPX

## Externe verwijzingen
- haltelijst
- routeplan
- lijn 616 Leuven - Bertem - Moorsel - Sterrebeek - Zaventem – Cargo, De Lijn
- website De Lijn